# Baton Dardanski
Baton, kralj ilirskega Dardanskega kraljestva, ki je vladal približno od leta 206 pr. n. št. do leta 176 pr. n. št.. Datuma rojstva in smrti nista poznana. 
Bil je sin in naslednik kralja Longarja Dardanskega in brat svojega naslednika Monunija Dardanskega. V drugi makedonski vojni se je na rimski strani bojeval proti Makedoncem, po vojni pa so se dardansko rimski odnosi hitro ohladili.  Poznan je po tem, da je v bitki proti Atenagoru uporabil zelo napredno vojaško taktiko. 

## Vojna z Makedonci
Ko so se Rimljani pod poveljstvom izkušenega poveljnika Publija Sulpicija Galba leta 200 pr. n. št. vrnili v Ilirijo, so pričakovali podporo svojih bivših zaveznikov. Po uvodnih rimskih zmagah je mnogo kraljev, nasprotnikov Makedonskega kraljestva, prišlo v rimski tabor. Med njimi so bili tudi Plevrat iz Ardijejskega kraljestva, kralj Atamanijanov Aminander in Baton Dardanski. Rimski poveljnik jim je povedal, da jih bo poklical na pomoč, ko bo njegova armada prišla v Makedonijo. Baton je pričakoval, da bo v novi vojni z Makedonci dobil nekaj ozemlja in oblast v Peoniji. 
Filip V. Makedonski je pričakoval, da bodo Rimljani prodirli po dolini Erigona, zato se je odločil, da bo zavaroval svoje boke pred prodorom rimskih zaveznikov Etolcev na jugu in Dardancev na severu. Svojemu sinu Perzeju je ukazal, naj blokira prelaz, ki je vodil v Pelagonijo. Po prvih rimskih premikih je Perzejeve čete odpoklical. Njegova konjenica je v Otobolu na reki Erigon doživela poraz, ki ni imel večjih posledic. Medtem sta Plevratova in Batonova vojska že prišli v Makedonijo. Baton je leta 199 pr. n. št. izkoristil Filipovo vojskovanje z Rimljani na zahodu njegove države in začel pleniti po severni Makedoniji. Ko so se Rimljani umaknili na zimovanje v Apolonijo, je Filip poslal proti dardanski armadi, ki se je vračala domov z bogatim plenom, svojega generala Atenagora.
Atenagorov napad se je začel z manjšimi spopadi z Batonovo zaščitnico. Baton je nato obrnil in prerazporedil svojo vojsko in počakal na nasprotnika, ki je napadel s konjenico in lahko pehoto. Batonovi vojski, ki je bila povsem drugačna in je nosila težko orožje,  je bila pri obrambi v veliko pomoč oblika terena. V spopadu je bilo ubitih in ranjenih samo nekaj vojakov, ker so Dardanci v strnjeni formaciji usklajeno napadali in se umikali.  Dardanska vojska je bila zelo dobro organizirana in je imela najbolj napredno taktiko tistega časa. Odlikoval jo  je tudi pogum, disciplina in tovarištvo.
Novice o rimski zmagi leta 197 pr. n. št. so vzpodbudile Batona na ponoven prodor po dolini Vardarja. Filip ga je tokrat prestregel in v bitki pri peonski prestolnici Stobi porazil z vojsko, ki jo je na hitro zbral po mestih svojega kraljestva in Makedonci so obdržali Bilazoro in Peonijo.
Baton v vojni ni dobil nobenega ozemlja, ki ga je pričakoval, medtem ko so ga Ardijejci dobili. To je tako razjezilo Batona, da so se njegovi plačanci leta 190 pr. n. št. na etolski strani vojskovali proti Rimu. 
Ker je bilo Dardance zelo težko poraziti na bojnem polju, je Filip V. proti njim naščuval germanske Bastarne, ki so živeli v vzhodnih Karpatih severno od delte Donave. Predlagal jim je, da jim bo odprl pot do Dardanije, kjer se bodo lahko začasno naselili in zatem nadaljevali pot skozi Ilirijo do Italije. Filipov resnični načrt je bil pregnati Dardance in na njihovem ozemlju za stalno naseliti Bastarne. V Italijo bi odšli večinoma moški, ženske in otroci pa bi ostali v Dardaniji. Z Bastarni se je spopadel Batonov brat Monunij, ki ga je nasledil okoli leta 176 pr. n. št..